# Krzysztof Obłój
Krzysztof Józef Obłój (ur. 30 października 1954 w Koźlu) – polski teoretyk zarządzania. Zajmuje się strategią organizacji, strukturami i procesami organizacyjnymi. Od lat 1980 był jednym z prekursorów nowoczesnych koncepcji zarządzania w Polsce. Opublikował kilka podstawowych podręczników organizacji i teorii zarządzania. W latach 2012–2015 doradca społeczny prezydenta RP.

## Życiorys
Jest synem Józefa Obłoja. Absolwent VI Liceum Ogólnokształcącego im. Tadeusza Reytana w Warszawie (1972). W 1976/1977 ukończył ekonomię w Szkole Głównej Planowania i Statystyki (obecnie SGH). Studiował równolegle w Instytucie Organizacji i Kierowania przy Uniwersytecie Warszawskim i PAN. W tym okresie był pod wpływem Janusza Gościńskiego, cybernetyka i teoretyka organizacji, oraz Andrzeja Koźmińskiego. W 1980 r. obronił doktorat z socjologii organizacji na temat współpracy pomiędzy ośrodkami badawczymi i przedsiębiorstwami w przemyśle maszynowym. Jego promotorem był Andrzej Koźmiński.
W 1986 roku napisał pierwszą książkę Zarządzanie: ujęcie praktyczne, podważające zbyt teoretyczne podejście do zarządzania w Polsce. W 1987 r. napisał pracę habilitacyjną Strategia przetrwania organizacji wydaną przez PWN, w której sformułował teorię zasobów strategicznych firmy pozwalającą organizacjom przetrwać sytuację skrajnych kryzysów. Praca ta przewidywała teorię zasobową, która stała się dominującą teorią zarządzania strategicznego w połowie lat 90. na całym świecie.
W latach 90tych badał dominującą logikę działania polskich przedsiębiorców, znaczenia optymizmu, zwinności i szybkości działania dla sukcesu nowych przedsięwzięć biznesowych . 
Studiował strategie umiędzynarodowienia polskich firm, najpierw na rynkach europejskich, a później światowych. W okresie 2020–2025 badał umiędzynarodowienia polskich firm w Afryce Afryce.
W 1996 r. otrzymał tytuł profesorski. Jest kierownikiem Katedry Strategii w Akademii Leona Koźmińskiego oraz pracownikiem Zakładu Zarządzania Strategicznego i Międzynarodowego na Wydziale Zarządzania UW w Warszawie. Do 2010 roku był dyrektorem Międzynarodowego Centrum Zarządzania Wydziału Zarządzania Uniwersytetu Warszawskiego. Wykładał w wielu uniwersytetach w USA, Europie i Chinach.
W latach 1995–1996 był stypendystą Programu Fulbrighta na University of Illinois, Urbana-Champaign (USA). Opublikował ponad sto artykułów naukowych w czasopismach polskich i zagranicznych. Publikuje też z synem, Tomaszem Obłojem, poprzednio wykładowcą w szkole biznesu HEC we Francji a obecnie Kelley School of Business, Indiana University.
Zajmuje się strategią organizacji, strukturami i procesami organizacyjnymi. Był jednym z prekursorów nowoczesnej koncepcji zarządzania w Polsce po upadku starego systemu gospodarczego od początku lat 1980. Opublikował wtedy kilka podstawowych podręczników organizacji i teorii zarządzania.
Był prezydentem stowarzyszenia European International Business Association, a w 2006 został wybrany Fellow tej organizacji. Jest członkiem Strategic Management Society, American International Business Academy i EURAM (European Academy of Management). W 2003 roku opublikował z Januszem Palikotem Myśli o nowoczesnym biznesie oparte na felietonach publikowanych w „Rzeczpospolitej”. W 2013 wydano po rosyjsku Strategię organizacji.
W 2018 otrzymał Nagrodę Kolegium Nauk o Przedsiębiorstwie SGH za najlepszą pracę z zakresu nauk o przedsiębiorstwie. Kapituła doceniła książkę Praktyka strategii firmy. Jak zarządzać przeszłością, radzić sobie z teraźniejszością i tworzyć przyszłość.
Był przewodniczącym wielu rad nadzorczych, m.in. Eurobanku, PZU SA (2000–2001), Agora-Gazeta, Telekomunikacji Polskiej, Orlenu, Alior Banku, Impelu, Prochem. Obecnie jest członkiem rad nadzorczych Invena SA, Grupa Zasada SA, Nowy Styl, oraz Mostostalu Zabrze. Od 2023 roku jest członkiem Rady Fundacji im. Stefana Batorego.   
W latach 2010−2015 był społecznym doradcą prezydenta RP Bronisława Komorowskiego
Jest autorem wielu publikacji naukowych

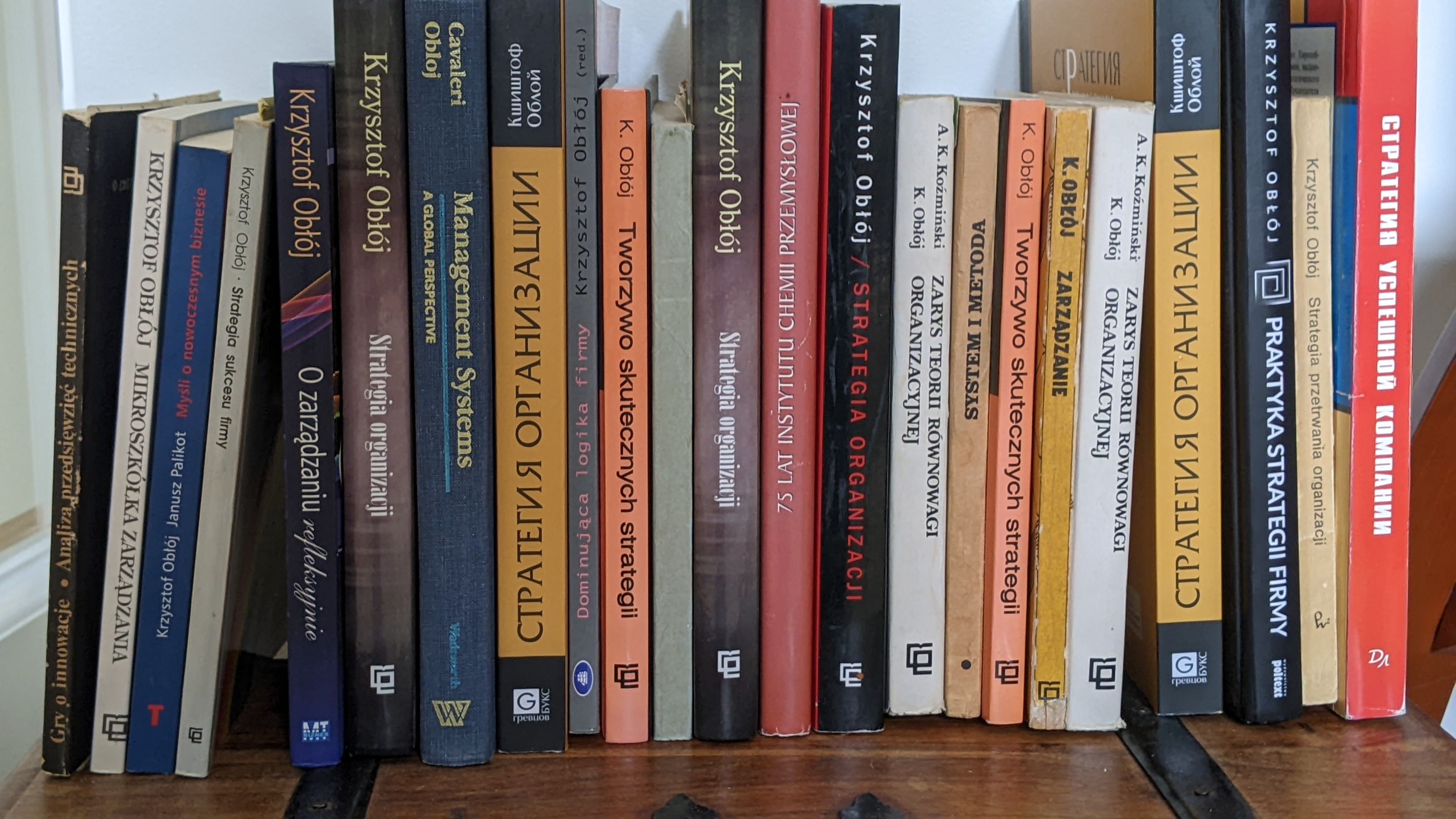
Książki Krzysztofa Obłoja (2022)

.

## Życie prywatne
Żonaty z Zofią Jaworowską-Obłój, ma dwóch synów Jana i Tomasza.

## Publikacje
- Myśl strategicznie: jak przygotować i zmieniać organizację w odpowiedzi na wyzwania otoczenia, Poltext, Warszawa 2022, ISBN 978-83-8175-395-1.
- Krzysztof Obłój, Praktyka strategii firmy: jak zarządzać przeszłością, radzić sobie z teraźniejszością i tworzyć przyszłość, Poltex 2017
- Krzysztof Obłój i Wito Nadaszkiewicz, Przedsiębiorstwo: strategia sukcesu, wersja ukraińska, Kamieniarz, Lwów 2016.
- Krzysztof Obój, Mariola Ciszewska-Mlinarič, Aleksandra Wąsowska, Strategia korporacji, Wolters Kluwer Polska, Warszawa 2015.
- Krzysztof Obłój, A. Wąsowska, Zarządzanie międzynarodowe: teoria i praktyka, PWE, Warszawa 2014.
- Krzysztof Obłój, Passion and discipline of strategy, Palgrave. London, 2013.
- Krzysztof Obłój, Strategija organizacji, Minsk, Grebcow Buk, 2013.
- Krzysztof Obłój, Pasja i dyscyplina strategii, Poltex, Warszawa 2010.
- Krzysztof Obłój, Zarządzanie strategiczne, PWE, Warszawa 2007 (trzecie wydanie 2014)
- Krzysztof Obłój, Janusz Palikot, Myśli o nowoczesnym biznesie, Słowo/Obraz Terytoria, Gdańsk 2003.
- Krzysztof Obłój, Strategia organizacji, PWN, Warszawa 2002.
- Krzysztof Obłój, Strategia sukcesu firmy, PWE, Warszawa 1998.
- Krzysztof Obłój, Strategia organizacji: budowanie trwałej przewagi konkurencyjnej, PWE, Warszawa 1996.
- Krzysztof Obłój, Andrzej K. Kozmiński, Donald P. Cushman, Winning: Continuous Improvement Theory in High Performance Organizations, 1995, 204 strony, State University of Albany, ISBN 978-0-7914-2522-0.
- Krzysztof Obłój, Mikroszkółka zarządzania, PWE, Warszawa 1994.
- Krzysztof Obłój, Organizacja i zarządzanie, PWN, Warszawa 1993.
- Steven A. Cavaleri i Krzysztof Obłój, Management Systems: A Global Perspective, Belmonth, California, Wadsworth, 1993, ISBN 0-534-92511-1.